# La vita comincia ogni mattina
Das Leben beginnt jeden Morgen (Originaltitel: La vita comincia ogni mattina) ist ein Theaterstück der italienischen Autoren Italo Terzoli und Enrico Vaime.
Das Werk entstand 1981 und wurde im gleichen Jahr uraufgeführt. Die gleichnamige Verfilmung stammt aus dem Jahr 1983.

## Inhalt
Der Protagonist ist ein verheirateter Mann, der seinen Gewohnheiten und seinem Tagesablauf folgt. Plötzlich wird sein Leben durch die Leidenschaft für ein junges brasilianisches Mädchen auf den Kopf gestellt.